# Hospital general de los Veteranos de Taipéi
El Hospital general de los Veteranos de Taipéi (en chino: 台北榮民總醫院) es un hospital municipal ubicado en Shipai, en la ciudad de Taipéi, la capital de Taiwán (República de China). Es administrado por la Comisión de Asuntos de los Veteranos. Fue fundado en 1958. Es el hospital docente de la Universidad Nacional Yang-Ming. 
Tiene tres ramas, en Suao, Yuanshan, y Taoyuan. Posee alrededor de 3 mil camas.